# Kališník obecný
Kališník obecný neboli chřapáč obecný (Helvella acetabulum (L.) Quél. 1874) je jarní vřeckovýtrusá houba. Je jedlá, vyskytuje se však vzácně a nemá proto praktický význam. Kvalitou stojí níže než příbuzné jarní druhy - smrže a destice.

## Synonyma
- Acetabula vulgaris Fuck. 1870[3]
- Paxina acetabulum (L. ex Fr.) O. Kuntze 1891[3]
- Peziza acetabulum L. ex Fr. 1753[3]

## Vzhled

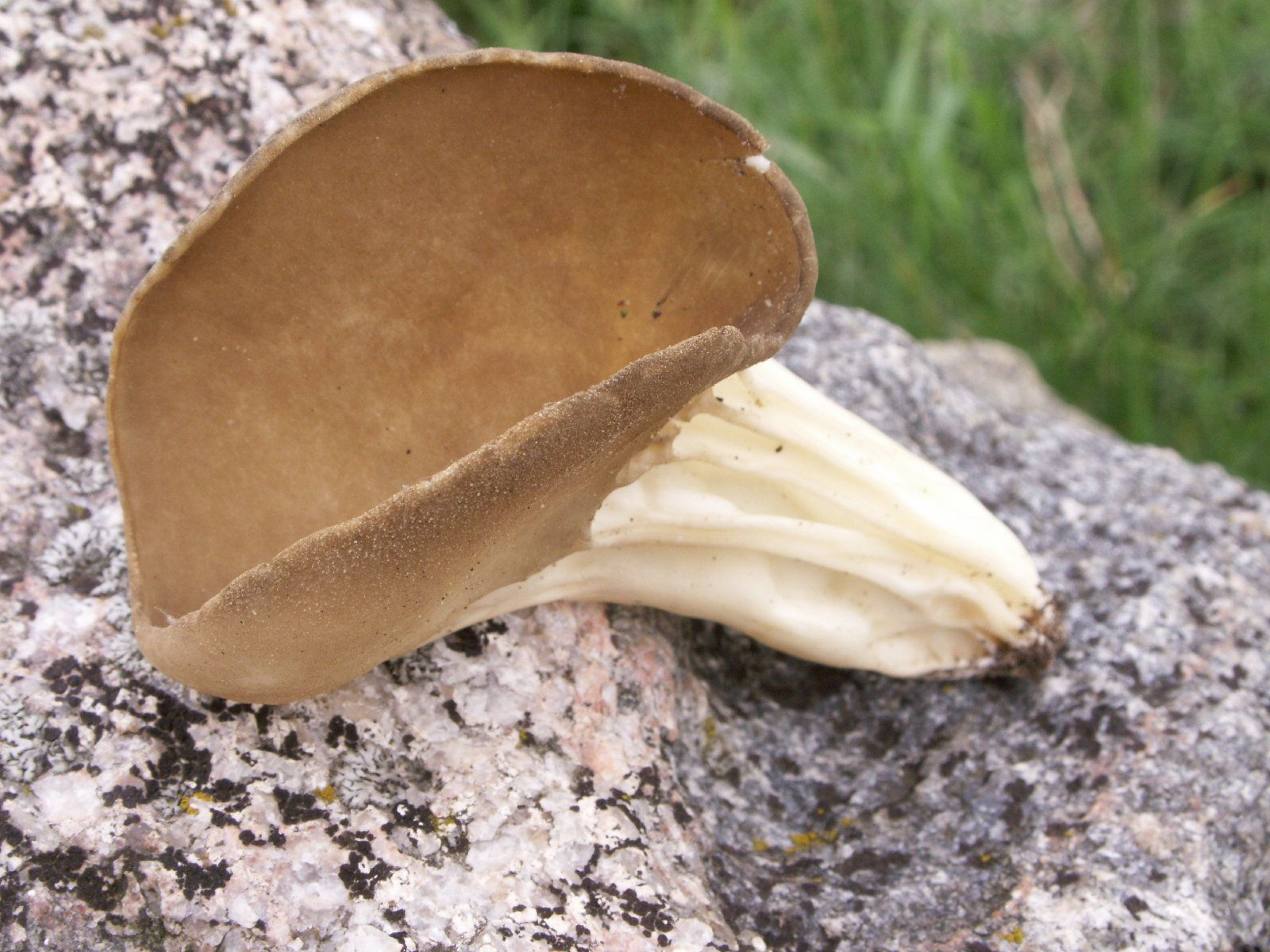
Třeň může být i několik centimetrů dlouhý

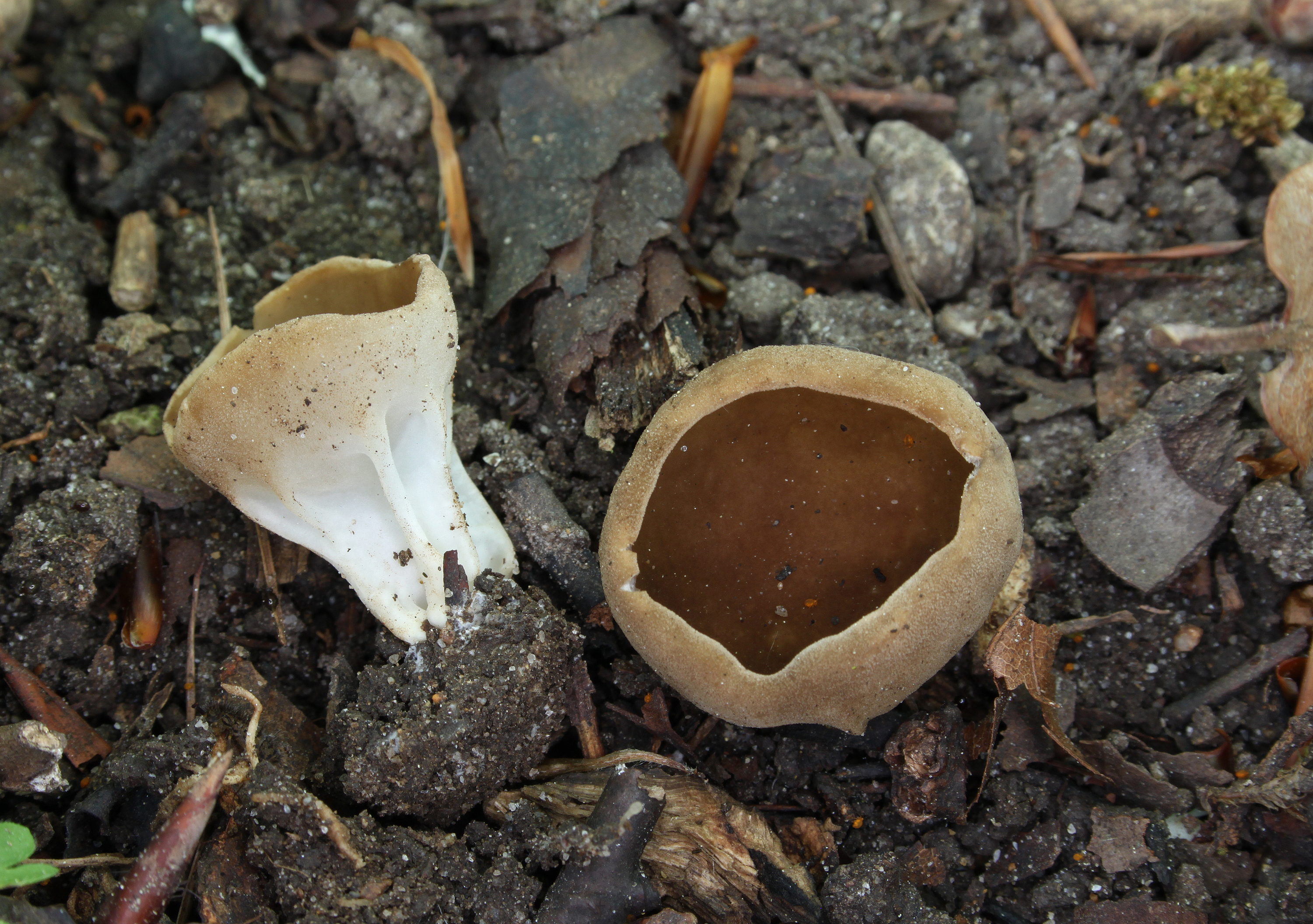
Mladé plodnice

### Makroskopický
Plodnice široké 20 - 80 milimetrů mají pohárovitý tvar, horní část bývá baňkovitá nebo miskovitá, později se rozprostírá. Rouško má hnědou až tmavohnědou barvu, při usychání může získat lehký fialový nádech.
Třeň je výrazně žebernatý, bílý až světle okrový a na pohárovitou část plodnice přisedá žebry, která dosahují 1/3 až 1/2 její výšky. Samotný třeň může být různě vyvinutý, od 10 do 40, někdy až 60 milimetrů na výšku a 10-20 (30) milimetrů v průměru.

### Mikroskopický
Výtrusný prach je bílý, bezbarvé spóry dosahují 18 - 24 × 12 - 15 μm, mají elipsovitý tvar, hladký povrch.

## Výskyt
Roste jednotlivě nebo ve skupinách, objevuje se ve světlých listnatých hájích, keřnatých stráních, okrajích listnatých a jehličnatých lesů,, v lužních lesích, případně na rybničních hrázích. Objevuje se na humózních, s oblibou vápenitých půdách, nejčastěji pod duby, habry a lískami. Fruktifikuje od (konce dubna) května do června, za vhodných podmínek až do července.

## Rozšíření
V rámci chráněných území České republiky byl popsán výskyt mimo jiné na následujících lokalitách:
- Luční (okres Tábor)[7]
- Vrbenské rybníky (okres České Budějovice)[4]

## Záměny
Může být zaměněn za podobné druhy chřapáčů (kališníků), především za vzácný nejedlý kališník žebernatý neboli kosticový či rýhonohý (Helvella costifera), který se vyskytuje spíše později v létě, dosahuje nižších rozměrů, mívá spíše šedavý nádech a žebra třeně zpravidla vystupují výrazně nad 1/2 výšky kalichu. Existuje také možnost záměny za jedlou destici chřapáčovou (Discina ancilis), která se liší přisedlými plodnicemi žlutohnědého zbarvení rostoucími na dřevě.

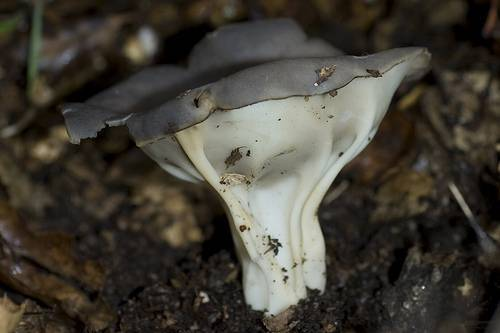
kališník žebernatý
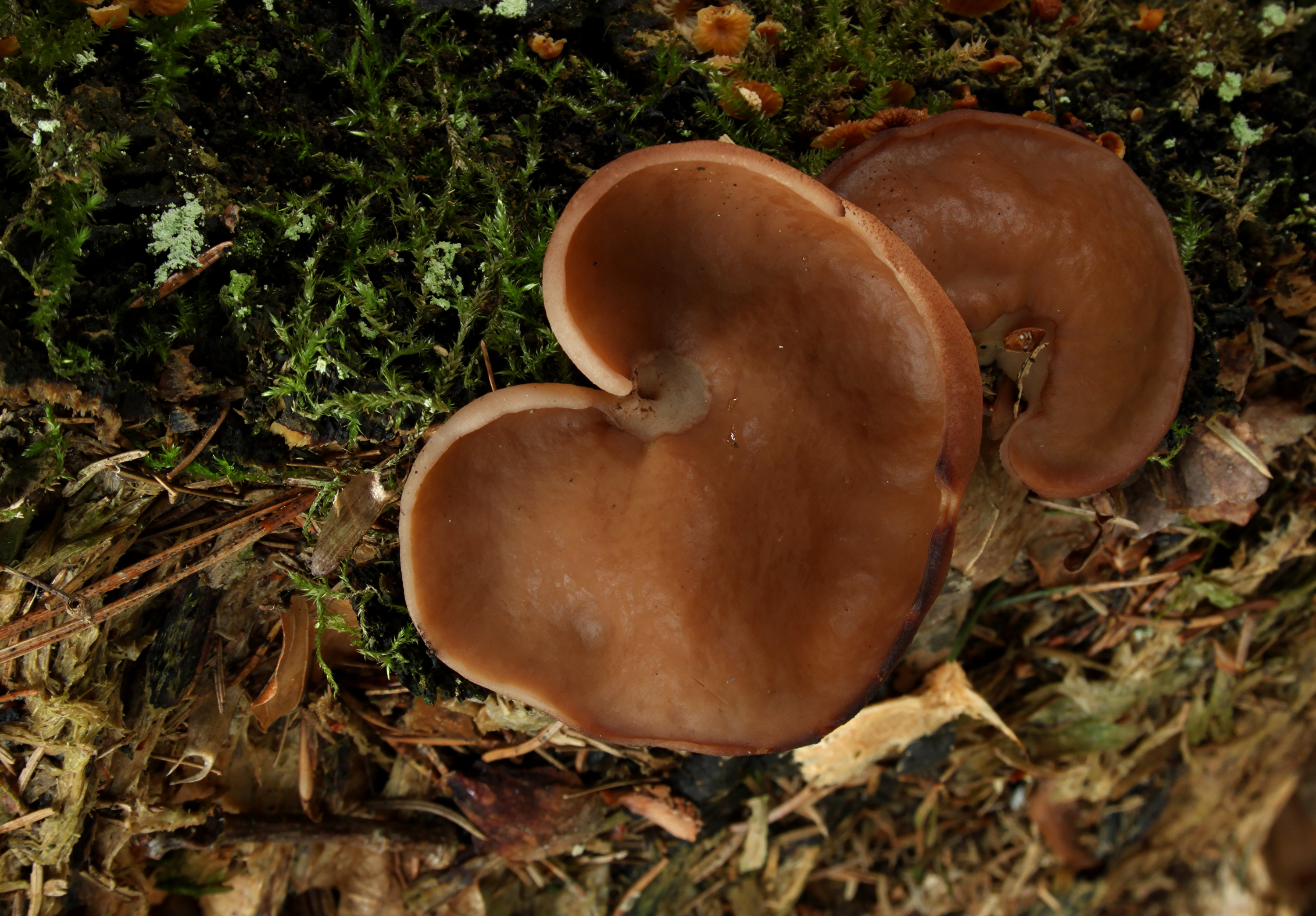
destice chřapáčová

## Ochrana
Přestože kališník obecný není zákonem chráněný ani uvedený v Červeném seznamu hub České republiky, je některými autory uváděn jako vzácný případně doporučený k ochraně.